# Walworth (Londres)
Pour les articles homonymes, voir Walworth.
Walworth est un district du centre-ville de Londres, capitale britannique, situé dans le borough de Southwark. 

## Personnalités
- Charlie Chaplin, célèbre acteur du XXe siècle, est né à Walworth le 16 avril 1889.
- Edmund Hinkly (1817-1880), joueur professionnel de cricket, est mort à Walworth.